# Body and Soul (The Sisters of Mercy)
Body and Soul il terzo EP del gruppo gothic rock inglese The Sisters of Mercy, pubblicato il 4 giugno 1984.
L'EP non è mai uscito su CD, ma la title track è stata inclusa nella raccolta A Slight Case of Overbombing .

## Tracce
Testi e musiche di Eldritch.
Lato A
1. Body and Soul - 3:34
2. Body Electric - 4:38

Lato AA
1. Train - 2:36
2. Afterhours - 7:25

## Formazione
- Andrew Eldritch - voce
- Wayne Hussey - chitarra
- Gary Marx - chitarra
- Craig Adams –  basso
- Doktor Avalanche (drum machine) - batteria